# Velluire
Velluire és un municipi francès situat al departament de Vendée i a la regió de País del Loira. L'any 2007 tenia 532 habitants.

## Demografia

### Població
El 2007 la població de fet de Velluire era de 532 persones. Hi havia 217 famílies de les quals 63 eren unipersonals (21 homes vivint sols i 42 dones vivint soles), 75 parelles sense fills, 75 parelles amb fills i 4 famílies monoparentals amb fills.
La població ha evolucionat segons el següent gràfic:
Habitants censats

### Habitatges
El 2007 hi havia 294 habitatges, 223 eren l'habitatge principal de la família, 52 eren segones residències i 19 estaven desocupats. 291 eren cases i 1 era un apartament. Dels 223 habitatges principals, 175 estaven ocupats pels seus propietaris, 41 estaven llogats i ocupats pels llogaters i 7 estaven cedits a títol gratuït; 1 tenia una cambra, 6 en tenien dues, 37 en tenien tres, 74 en tenien quatre i 105 en tenien cinc o més. 148 habitatges disposaven pel capbaix d'una plaça de pàrquing. A 105 habitatges hi havia un automòbil i a 92 n'hi havia dos o més.

### Piràmide de població
La piràmide de població per edats i sexe el 2009 era:
| Homes | Edats   | Dones |
| ----- | ------- | ----- |
| 0     | 95 o +  | 0     |
| 4     | 90 a 94 | 4     |
| 4     | 85 a 89 | 4     |
| 4     | 80 a 84 | 8     |
| 12    | 75 a 79 | 16    |
| 12    | 70 a 74 | 12    |
| 12    | 65 a 69 | 28    |
| 8     | 60 a 64 | 8     |
| 20    | 55 a 59 | 12    |
| 8     | 50 a 54 | 12    |
| 16    | 45 a 49 | 8     |
| 32    | 40 a 44 | 4     |
| 8     | 35 a 39 | 16    |
| 44    | 30 a 34 | 24    |
| 4     | 25 a 29 | 20    |
| 8     | 20 a 24 | 8     |
| 12    | 15 a 19 | 4     |
| 28    | 10 a 14 | 20    |
| 24    | 5 a 9   | 12    |
| 20    | 0 a 4   | 8     |

## Economia
El 2007 la població en edat de treballar era de 338 persones, 245 eren actives i 93 eren inactives. De les 245 persones actives 217 estaven ocupades (122 homes i 95 dones) i 27 estaven aturades (9 homes i 18 dones). De les 93 persones inactives 39 estaven jubilades, 25 estaven estudiant i 29 estaven classificades com a «altres inactius».

### Ingressos
El 2009 a Velluire hi havia 228 unitats fiscals que integraven 560 persones, la mediana anual d'ingressos fiscals per persona era de 16.197 €.

### Activitats econòmiques
Dels 16 establiments que hi havia el 2007, 2 eren d'empreses de fabricació d'altres productes industrials, 4 d'empreses de construcció, 3 d'empreses de comerç i reparació d'automòbils, 1 d'una empresa de transport, 2 d'empreses d'hostatgeria i restauració, 1 d'una empresa immobiliària, 1 d'una entitat de l'administració pública i 2 d'empreses classificades com a «altres activitats de serveis».
Dels 5 establiments de servei als particulars que hi havia el 2009, 2 eren paletes, 2 fusteries i 1 restaurant.
L'any 2000 a Velluire hi havia 15 explotacions agrícoles que ocupaven un total de 621 hectàrees.

## Equipaments sanitaris i escolars
El 2009 hi havia una escola elemental integrada dins d'un grup escolar amb les comunes properes formant una escola dispersa.

## Poblacions més properes
El següent diagrama mostra les poblacions més properes.